# Lophosiosoma bicornis
Lophosiosoma bicornis är en tvåvingeart som beskrevs av Louis-Paul Mesnil 1973. Lophosiosoma bicornis ingår i släktet Lophosiosoma och familjen parasitflugor.
Artens utbredningsområde är Taiwan. Inga underarter finns listade i Catalogue of Life.